# Leonor, kněžna asturská
Leonor, kněžna asturská, (Leonor de Todos los Santos de Borbón y Ortiz, * 31. října 2005, Madrid) je dědička španělského trůnu. Je starší dcerou krále Filipa VI. a královny Letizie. Její mladší sestra infantka Sofie je v linii následnictví druhá.
Narodila během vlády svého dědečka, krále Juana Carlose I. Byla vzdělávána na škole Santa María de los Rosales, jako její otec; po ukončení středoškolského studia studovala mezinárodní maturitu na UWC Atlantic College ve Vale of Glamorgan ve Walesu ve Spojeném království. Dne 17. srpna 2023 nastoupila na Všeobecnou vojenskou akademii, aby zahájila své tříleté vojenské vzdělání.
V roce 2014, po nástupu jejího otce na trůn po abdikaci jejího dědečka, byly Leonor uděleny všechny tradiční tituly dědice španělské koruny; jsou to kněžna z Asturie,kněžna z Girony, kněžna z Viany, vévodkyně z Montblancu, hraběnka z Cervery a paní z Balaguer. Formálně bvyla prohlášena dědičkou před Kortesy dne 31. října 2023, v den svých 18. narozenin.
Pokud Leonor nastoupí na trůn podle očekávání, bude první španělskou vládnoucí královnou od své pra-pra-pra-prababičky Isabelly II., která vládla v letech 1833 až 1868.

## Narození
Leonor se narodila Filipovi a Letizii, tehdejšímu knížeti a kněžně z Asturie, na klinice Ruber International Clinic v Madridu dne 31. října 2005 v 01:46 hodin, během vlády jejího dědečka z otcovy strany, Juana Carlose I., pomocí císařského řezu vyžadovaného kvůli nepostupujícímu porodu. Jako dcera dědice trůnu byla infantkou a druhou v řadě na španělský trůn. Její narození královská rodina oznámila tisku prostřednictvím SMS zprávy. 
Její pupeční šňůra byla oříznuta a odeslána k uložení do Cord Blood Registry se sídlem v Arizoně. Leonor opustila Ruber International Clinic se svými rodiči 7. listopadu 2005. Pokřtěna byla v paláci Zarzuela madridským arcibiskupem a kardinálem Antonio Rouco Varelou dne 14. ledna 2006. Stejně jako její otec byla i Leonor pokřtěna románskou křtitelnicí používanou ke křtu španělských knížat od 17. století, původně používanou sv. Dominikem s vodou z řeky Jordán. Jejími kmotry byli její prarodiče z otcovy strany, král Juan Carlos I. a královna Sofie. Byla pojmenována Leonor de Todos los Santos.

## Vzdělávání a aktivity
Leonořino vzdělání začalo v jeslích pro děti španělské královské gardy. Svůj první ročník základní školy zahájila 15. září 2008 ve škole Santa María de los Rosales v Aravace nedaleko Madridu. Její otec je absolventem této soukromé školy a její mladší sestra Sofie je tam také zapsána. V září 2021 začala studovat 2letý program mezinárodní maturity na UWC Atlantic College ve Vale of Glamorgan ve Walesu. Studium ukončila v květnu 2023. Leonor mluví plynně španělsky i anglicky (tu se naučila od své britské chůvy a také od své babičky, královny Sofie) a studuje arabštinu a mandarínštinu.
V rámci přípravy na svou roli vrchní velitelky Španělska bude Leonor následovat kroky svého otce dalšími dvěma roky výcviku v námořnictvu a letectvu na Námořní vojenské akademii v Maríně a Všeobecné letecké akademii v Murcii. V březnu 2022 ministryně obrany Margarita Roblesová oznámila, že Leonor zahájí tříletý vojenský výcvikový program. Leonor se ve své vojenské kariéře rozhodla používat příjmení obou svých rodičů „Borbón Ortiz“. Také se zřekla platu, který by během výcviku jako kadetka pobírala.
Dne 17. srpna 2023 zahájila svůj první rok výcviku na Všeobecné vojenské akademii v Zaragoze. Důstojnickou šavli obdržela 19. září 2023. Leonor složila přísahu věrnosti španělské vlajce na Všeobecné vojenské akademii dne 7. října 2023 za přítomnosti svých rodičů. V lednu 2024 se zúčastnila 24. sportovního mistrovství vojenských akademií důstojníků, kde soutěžila v šermu a volejbale jako jedna ze zástupců Všeobecné vojenské akademie. Její tým získal stříbrnou medaili v soutěži smíšených družstev v šermu. V červnu 2024 uzavřela manévry výcviku armády v horách u Navalena a San Leonarda de Yagüe v provincii Soria. Vycvičili ji plukovník José Gonzálvez Vallés a podplukovnice Margarita Pardo de Santayana. Leonor byla povýšena do hodnosti kadetského praporčíka a dne 3. července 2024 jí její otec král Filip VI. udělil vojenský záslužný kříž.

## Kněžna z Asturie
V květnu 2014 Leonor poprvé oficiálně navštívila základnu San Javier Air Force v Murcii. Dne 18. června 2014 podepsal král Juan Carlos abdikační listinu a následujícího dne úderem půlnoci (18.–19. června 2014) nastoupil na trůn Leonořin otec a stal se králem Filipem VI. a Leonor se stala předpokládanou dědičkou španělského trůnu a kněžnou z Asturie. V říjnu 2014 byla v Museo de Cera v Madridu odhalena vosková figurína Leonor. Dne 20. května 2015 Leonor přijala podle katolického zvyku první přijímání.
Španělská monarchie funguje podle systému patrilineární primogenitury, což znamená, že Leonor, jako starší ze dvou Filipových dcer, je první na řadě v linii následnictví trůnu. Podle současného zákona však platí, že pokud bude mít její otec legitimního syna, zatímco je stále králem, Leonor by byla přemístěna v linii nástupnictví a znovu by se stala španělskou infantkou. Došlo k diskusím o změně dědického práva na absolutní primogenituru, což by umožnilo dědění nejstaršího dítěte bez ohledu na pohlaví; avšak narození Leonor následované narozením její mladší sestry Sofie tyto plány zastavilo. Navzdory změně z mužské primogenitury na absolutní primogenituru u španělských šlechtických titulů v roce 2009 nebyla k roku 2024 přijata žádná legislativa ovlivňující nástupnictví na trůn.

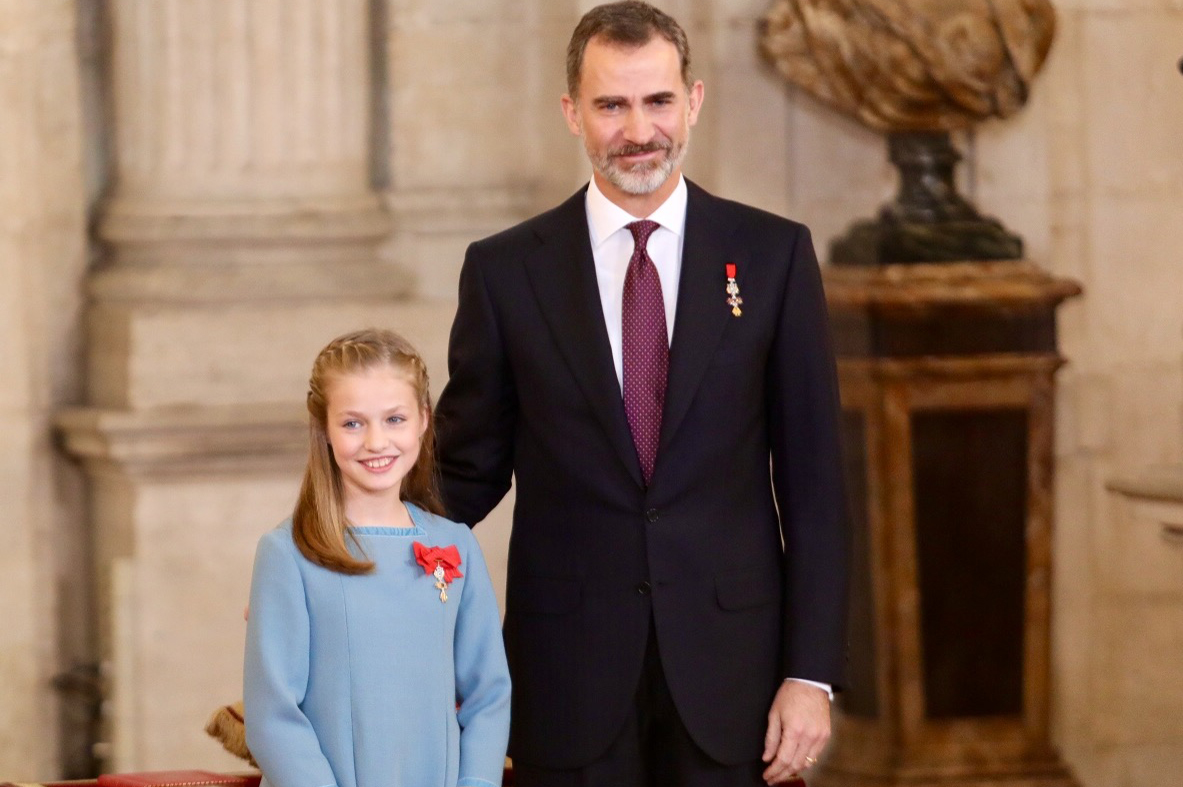
Se svým otcem, králem, během předávání ocenění Zlatého rouna 2018 v královském paláci

Den před jejími 10. narozeninami jí otec udělil Řád zlatého rouna. Rada ministrů navíc schválila návrh její osobní standardy a guidonu. V lednu 2018, v době 50. narozenin krále Filipa, král oficiálně daroval Leonor řetěz Zlatého rouna během ceremonie v královském paláci v Madridu.
V září 2018 provedla Leonor své první veřejné angažmá mimo palác tím, že doprovodila své rodiče do Covadongy na oslavu 1 300. výročí Asturského království. Dne 31. října 2018 pronesla princezna Leonor svůj první veřejný projev, který se konal v Instituto Cervantes v Madridu, kde přečetla první článek Ústavy Španělska. Datum projevu se shodovalo se 40. výročím ústavy a jejími 13. narozeninami. Dne 18. října 2019 pronesla svůj první významný projev na Cenách kněžny asturské. Dne 4. listopadu 2019 pronesla svůj první projev na udílení cen Nadace princezny z Girony v Barceloně, ve kterém hovořila španělsky, katalánsky, anglicky a arabsky.

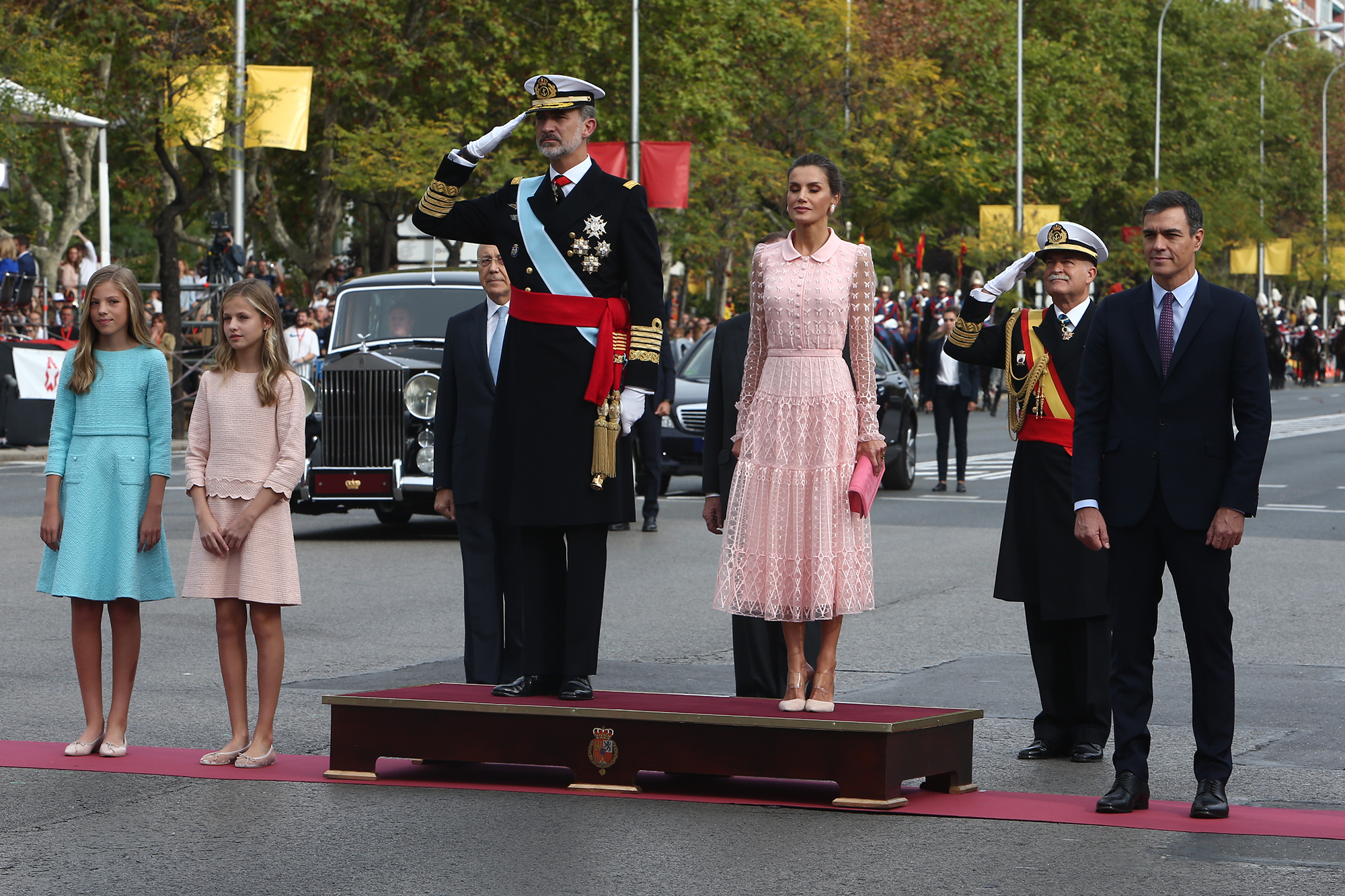
Se svou rodinou a hlavními španělskými civilními a vojenskými orgány během oslav národního dne 2019

Své první veřejné sólové angažmá uskutečnila 24. března 2021 účastí na ceremonii u příležitosti 30. výročí založení Instituto Cervantes. Svou první oficiální mezinárodní cestu podnikla 16. července 2022. Na cestě nebyli přítomní její rodiče, ačkoli ji doprovázela její mladší sestra, infantka Sofía. Společně se zúčastnily zápasu mezi Španělskem a Dánskem na mistrovství Evropy ve fotbale žen 2022. V prosinci 2022 Leonor navštívila ústředí Španělského Červeného kříže v Madridu, kde se setkala s mladými lidmi, kteří v hnutí dobrovolničí.

### Přísaha dědičky

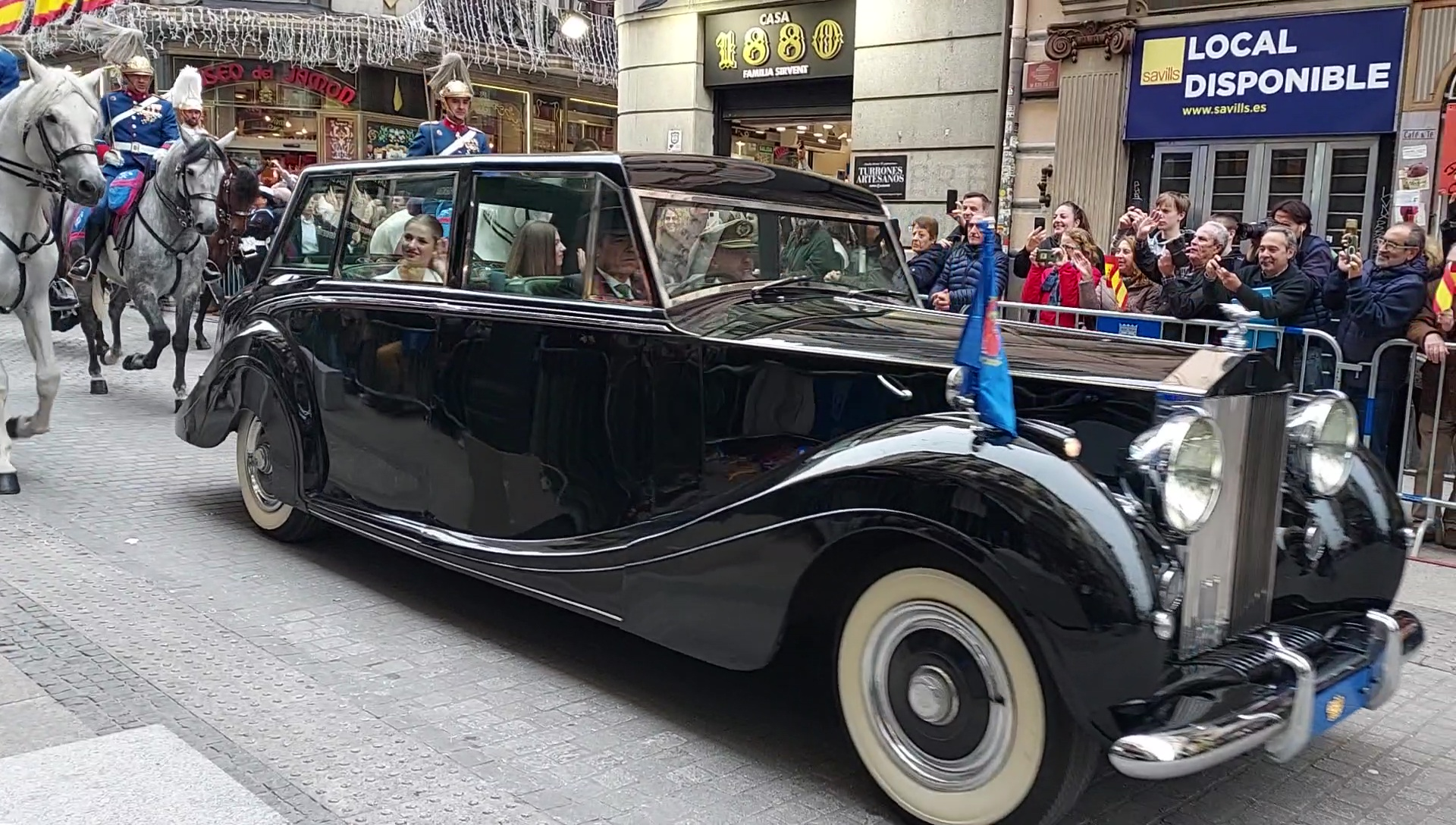
Princezna Leonor v Rolls-Royce Phantom IV španělské královské rodiny během průvodu v říjnu 2023 k příležitosti jejích 18. narozenin

Úřad španělského krále dne 22. září 2023 zveřejnil, že v souladu se španělskou ústavou bude princezna přísahat věrnost ústavě a králi po dosažení plnoletosti. To ji oficiálně prohlásilo za následnici španělského trůnu. Obřad začal asi v 11:00 SEČ dne 31. října 2023, v den jejích 18. narozenin, když královská rodina opustila palác Zarzuela a byla královskou gardou doprovázena ulicemi Madridu. V Palacio de las Cortes obdržela královská rodina státní vyznamenání a kněžna z Asturie složila přísahu před společným zasedáním španělského parlamentu, který její přísahu přijal více než čtyřminutovým potleskem.
Po tomto ceremoniálu se královská rodina odebrala do královského paláce, kde jí její otec, král Filip, udělil límec Řádu Karla III., nejvyšší občanské vyznamenání ve Španělsku. Po obědě v paláci institucionální akce skončila; královská rodina uspořádala soukromou oslavu v královském paláci El Pardo. Této soukromé akce se zúčastnila celá rodina, z otcovy i matčiny strany, stejně jako řecká královská rodina, zastoupená královnou Anne-Marií a princeznou Alexií a jejím manželem, někteří členové rodu Bourbon-Obojí Sicílie včetně prince Pedra, vévody z Kalábrie, představitelé bulharské královské rodiny a princezna Miriam Ghazi.
Dne 6. ledna 2024 se Leonor poprvé zúčastnila Pascua Militar, více než dvě století staré španělské vojenské slavnosti. Akce se zúčastnila nejen jako dědička svého otce, ale také jako členka ozbrojených sil. V květnu 2024 se zúčastnila připomínky 40. výročí přísahy věrnosti španělské vlajce. Svou první oficiální zahraniční královskou návštěvu Portugalska uskutečnila v červenci 2024 na žádost jeho prezidenta.

## Tituly, oslovení, vyznamenání a erb

Erb princezny Leonor, obklopen řetězem Řádu zlatého rouna

- 31. října 2005 – 18. června 2014: infantka doña Leonor de Borbón Ortiz
- 19. června 2014 – současnost: kněžna asturská

Před nástupem svého otce na trůn byla oslovována: Její královská Výsost Leonor de Todos los Santos de Borbón y Ortiz, španělská infantka.
Od nastoupení jejího otce na trůn je oslovení princezny: Její královská výsost Leonor de Todos los Santos de Borbón y Ortiz, princezna z Asturie, princezna z Girony, princezna z Viany, vévodkyně z Montblanc, hraběnka z Cervery a dáma z Balagueru.
Její celý titul je španělsky: Su Alteza Real, Doña Leonor de Todos los Santos de Borbón Ortiz, Princesa de Asturias, de Gerona y de Viana, Duquesa de Montblanc, Condesa de Cervera y Señora de Balaguer.

### Vyznamenání
Jako dědička trůnu je jmenovitou předsedkyní Nadace princezny z Asturie a Nadace kněžny z Girony, ačkoli kvůli jejímu mladému věku tyto funkce přebírá její otec.

## Rodokmen
|                  |                                    |  |  |                           |  |  |  |  |  |  |  | Alfons XIII. Španělský |
|                  |                                    |  |  |                           |  |  |  |  |  |  |  |                        |
|                  | Jan Bourbonský                     |  |  |                           |  |  |  |  |  |  |  |                        |
|                  |                                    |  |  |                           |  |  |  |  |  |  |  |                        |
|                  |                                    |  |  | Viktorie z Battenbergu    |  |  |  |  |  |  |  |                        |
|                  |                                    |  |  |                           |  |  |  |  |  |  |  |                        |
|                  | Jan Karel I.                       |  |  |                           |  |  |  |  |  |  |  |                        |
|                  |                                    |  |  |                           |  |  |  |  |  |  |  |                        |
|                  |                                    |  |  | Karel Bourbonsko-Sicilský |  |  |  |  |  |  |  |                        |
|                  |                                    |  |  |                           |  |  |  |  |  |  |  |                        |
|                  | Marie Mercedes Bourbonsko-Sicilská |  |  |                           |  |  |  |  |  |  |  |                        |
|                  |                                    |  |  |                           |  |  |  |  |  |  |  |                        |
|                  |                                    |  |  | Luisa Orleánská           |  |  |  |  |  |  |  |                        |
|                  |                                    |  |  |                           |  |  |  |  |  |  |  |                        |
|                  | Filip VI. Španělský                |  |  |                           |  |  |  |  |  |  |  |                        |
|                  |                                    |  |  |                           |  |  |  |  |  |  |  |                        |
|                  |                                    |  |  | Konstantin I. Řecký       |  |  |  |  |  |  |  |                        |
|                  |                                    |  |  |                           |  |  |  |  |  |  |  |                        |
|                  | Pavel I. Řecký                     |  |  |                           |  |  |  |  |  |  |  |                        |
|                  |                                    |  |  |                           |  |  |  |  |  |  |  |                        |
|                  |                                    |  |  | Žofie Dorotea Pruská      |  |  |  |  |  |  |  |                        |
|                  |                                    |  |  |                           |  |  |  |  |  |  |  |                        |
|                  | Sofie Řecká                        |  |  |                           |  |  |  |  |  |  |  |                        |
|                  |                                    |  |  |                           |  |  |  |  |  |  |  |                        |
|                  |                                    |  |  | Arnošt August Brunšvický  |  |  |  |  |  |  |  |                        |
|                  |                                    |  |  |                           |  |  |  |  |  |  |  |                        |
|                  | Frederika Hannoverská              |  |  |                           |  |  |  |  |  |  |  |                        |
|                  |                                    |  |  |                           |  |  |  |  |  |  |  |                        |
|                  |                                    |  |  | Viktorie Luisa Pruská     |  |  |  |  |  |  |  |                        |
|                  |                                    |  |  |                           |  |  |  |  |  |  |  |                        |
| Leonor Španělská |                                    |  |  |                           |  |  |  |  |  |  |  |                        |
|                  |                                    |  |  |                           |  |  |  |  |  |  |  |                        |
|                  |                                    |  |  |                           |  |  |  |  |  |  |  |                        |
|                  |                                    |  |  |                           |  |  |  |  |  |  |  |                        |
|                  | José Luis Ortiz Velasco            |  |  |                           |  |  |  |  |  |  |  |                        |
|                  |                                    |  |  |                           |  |  |  |  |  |  |  |                        |
|                  |                                    |  |  |                           |  |  |  |  |  |  |  |                        |
|                  |                                    |  |  |                           |  |  |  |  |  |  |  |                        |
|                  | Jesús José Ortiz Álvarez           |  |  |                           |  |  |  |  |  |  |  |                        |
|                  |                                    |  |  |                           |  |  |  |  |  |  |  |                        |
|                  |                                    |  |  |                           |  |  |  |  |  |  |  |                        |
|                  |                                    |  |  |                           |  |  |  |  |  |  |  |                        |
|                  | Menchu Álvarezová del Valle        |  |  |                           |  |  |  |  |  |  |  |                        |
|                  |                                    |  |  |                           |  |  |  |  |  |  |  |                        |
|                  |                                    |  |  |                           |  |  |  |  |  |  |  |                        |
|                  |                                    |  |  |                           |  |  |  |  |  |  |  |                        |
|                  | Letizia Španělská                  |  |  |                           |  |  |  |  |  |  |  |                        |
|                  |                                    |  |  |                           |  |  |  |  |  |  |  |                        |
|                  |                                    |  |  |                           |  |  |  |  |  |  |  |                        |
|                  |                                    |  |  |                           |  |  |  |  |  |  |  |                        |
|                  | Francisco Rocasolano Camacho       |  |  |                           |  |  |  |  |  |  |  |                        |
|                  |                                    |  |  |                           |  |  |  |  |  |  |  |                        |
|                  |                                    |  |  |                           |  |  |  |  |  |  |  |                        |
|                  |                                    |  |  |                           |  |  |  |  |  |  |  |                        |
|                  | Paloma Rocasolanová Rodríguezová   |  |  |                           |  |  |  |  |  |  |  |                        |
|                  |                                    |  |  |                           |  |  |  |  |  |  |  |                        |
|                  |                                    |  |  |                           |  |  |  |  |  |  |  |                        |
|                  |                                    |  |  |                           |  |  |  |  |  |  |  |                        |
|                  | Enriqueta Rodríguezová Figueredová |  |  |                           |  |  |  |  |  |  |  |                        |
|                  |                                    |  |  |                           |  |  |  |  |  |  |  |                        |
|                  |                                    |  |  |                           |  |  |  |  |  |  |  |                        |
|                  |                                    |  |  |                           |  |  |  |  |  |  |  |                        |